# روجر هاردي
روجر هاردي هو شخصية أعمال كندي، ولد في 11 نوفمبر 1969 في تورونتو في كندا.